# Quintanaseca
Quintanaseca es una localidad situada en la provincia de Burgos, comunidad autónoma de Castilla y León (España), comarca de Las Merindades, partido judicial de Villarcayo, perteneciente al ayuntamiento de la ciudad de Frías.

## Geografía
En la vertiente mediterránea de la provincia bañada por el río Ebroal pie de la Sierra de la Llana y la Sierra de Pancorbo. 
Situado 3 km al oeste de la capital del municipio, 32 km de Briviesca, cabeza de partido, y 72 de Burgos.

## Demografía
En el censo de 1950 contaba con  76 habitantes, reducidos a 25 en el padrón municipal de 2007.

## Historia
Barrio,  de la ciudad de Frías,  conocido entonces como Quintana Seca en el partido de Castilla la Vieja en Burgos, jurisdicción de señorío, ejercida por el Duque de Frías .
A la caída del Antiguo Régimen queda agregado al ayuntamiento constitucional   de Frías,   en el Partido de Briviesca perteneciente a la región de  Castilla la Vieja.

## Parroquia
Iglesia católica de San Martín Obispo, dependiente de la parroquia de la ciudad de Frías en el Arciprestazgo de Medina de Pomar, diócesis de Burgos.